# Aquí entre nos
Aquí entre nos és una pel·lícula de comèdia mexicana, escrita i dirigida per Patricia Martínez de Velasco. Va ser produïda per La Banda Films, Cuévano Films, i va rebre suport de Conaculta per mitjà d'Eficine.
El rodatge de la pel·lícula va començar a la fi de l'any 2010 i la seva estrena en sales va ser un dimecres 30 de març de 2011, comptant amb 200 còpies per a la seva reproducció.
| «                               | “Va sorgir de la necessitat de contar una història molt patètica des d'endins, però que des de fora et dona molt de riure. Crec que el públic es pot identificar més fàcil quan riuen de si mateixos, et pots riure dels problemes quotidians que té tothom i identificar-te amb una família com la família Guerra" | » |
| — Patricia Martínez de Velasco. | |   |

## Sinopsi
Un matí Rodolfo Guerra s'aixeca decidit de no anar a treballar, la seva esposa Miriam Guerra li qüestiona la seva decisió i per a justificar, Rodolfo al·lega d'estar cansat i sentir-se fatigat del treball. Per tant, Miriam li dona una llista de coses que ha de fer en la seva estada a la casa. Aquest mateix matí, la seva filla Ana Paula li diu a Miriam que no aniria a escola, perquè tindria malestar d'estómac, mentint per a quedar-se amb el seu papà Rodolfo.
Més tard, Ana Paula decideix anar a despertar al seu papà, provocant l'enuig de Rodolfo. Ell es desperta veient espantada a la seva filla. Decideix contar-li una història, però en el transcurs d'aquesta diversió a Rodolfo li dona un atac de tos, espantant a Ana Paula.
Aquest mateix dia descobreix un rebut d'un departament a nom de Miriam. Rogelio surt a la recerca de la direcció deixant a la seva filla Ana Paula en una gelateria, mentre ell arriba a la direcció i descobreix a la seva esposa Miriam amb un altre home. Rodolfo deslliga el seu enuig reclamant-li a Miriam i ella li qüestiona també sobre el seu amant, Rodolfo per a evitar el tema del seu amant deslliga una baralla amb l'amant de la seva dona. Miriam en veure que Rodolfo va noquejar a Leonard, surt espaordida a demanar-li ajuda als veïns i així Rodolfo escapa i aquesta mateixa tarda, Rodolfo perd el seu treball.
Dies després decideixen divorciar-se, Miriam quedant-se amb les seves filles i la casa, decideix córrer a Rodolfo de la seva pròpia casa. Ell es va a un hotel i a buscar treball. Ho troba perquè li compren les caricatures que ha fet i aquesta nit decideix anar-se a viure en el soterrani de la seva casa.
Aquesta nit descobreix que la seva filla major Sofia es casarà amb el seu nuvi. En dir-li a la seva mamà del seu compromís amb Javier, ella li diu que li ha de demanar la mà al seu papà. En aquest moment Miriam li diu a les seves filles que les acompanyi al soterrani per trasts per a les goteres.
És aquí on descobreixen a Rodolfo, i ell torna a viure per un temps a la casa per a després mudar-se i signar el divorci definitiu. Aquesta tarda, Leonard va a casa de Miriam per a dir-li que ja s'havia divorciat de la seva esposa i podrien fer una vida junts. Miriam nerviosa li comenta que no ho podia atendre, perquè Rodolfo era a la casa visitant a les seves filles.
En aquest transcurs, Rodolfo es muda i només conviu amb Ana Paula la seva filla menor i mana notes a través d'ella per a gaudir una mica la companyia de Miriam.
La pel·lícula finalitza amb les noces de Sofia i Marcos.

## Repartiment
- Jesús Ochoa com Rogelio Guerra.
- Carmen Beato com Miriam Guerra.
- Diana Garcia com Sofia Guerra.
- Giovana Fuentes com Victoria Guerra.
- Camila Risser com Ana Paula Guerra.
- Lizardo com Marcos Acosta.
- Patricio Castillo com Leonard.
- Giovana Zacarías com Cecilia.
- Julio Casado com advocat de Miriam Guerra.
- Plutarco Haza com advocat de Rodolfo Guerra.
- Verónica Falcón como la venedora de bens arrels
- Norma Angélica com Amalia.

## Premis
- Premi Cepsa del Públic en la 37 edició del Festival de Cinema Iberoamericà de Huelva, en 2011.[4]
- Premi Zenith de bronze del XXXV Festival Internacional de Cinema de Mont-real el 2011 com a millor Òpera Prima.[5]
- Premi Estela que lliura la National Association Of Latin Independent Producers.